# Joensuu Wolves 2023
Questa voce raccoglie le informazioni riguardanti gli Joensuu Wolves nelle competizioni ufficiali della stagione 2023.

## III-divisioona 2023

### Stagione regolare
| Hämeenlinna 11 giugno 2023, ore 14:00 1ª giornata | Porvoon Butchers II | 42 – 8 (14-0 28-8) referto | Joensuu Wolves | Pullerin keinonurmi |

| Hämeenlinna 11 giugno 2023, ore 13:00 1ª giornata | Joensuu Wolves | 52 – 8 (28-8 24-0) referto | Hämeenlinna Tigers | Pullerin keinonurmi |

| Joensuu 29 luglio 2023, ore 11:00 3ª giornata | Joensuu Wolves | 14 – 14 (8-14 6-0) referto | Malmi Blaze | Mehtimäen tekonurmi |

| Joensuu 29 luglio 2023, ore 15:00 3ª giornata | Wasa Royal A's | 28 – 10 (22-2 6-8) referto | Joensuu Wolves | Mehtimäen tekonurmi |

### Playoff
| Porvoo 26 agosto 2023, ore 13:00 Semifinale | Malmi Blaze | 8 – 16 (8-0 0-16) referto | Joensuu Wolves | Myllymäen urheilukenttä |

| Porvoo 26 agosto 2023, ore 17:00 Äijämalja | Porvoon Butchers II | 38 – 0 (30-0 8-0) referto | Joensuu Wolves | Myllymäen urheilukenttä |

### Statistiche di squadra
| Competizione      | %Vittorie | In casa | In casa | In casa | In casa | In casa | In casa | In trasferta | In trasferta | In trasferta | In trasferta | In trasferta | In trasferta | Totale | Totale | Totale | Totale | Totale | Totale |
| Competizione      | %Vittorie | G       | V       | N       | P       | Pf      | Ps      | G            | V            | N            | P            | Pf           | Ps           | G      | V      | N      | P      | Pf     | Ps     |
| ----------------- | --------- | ------- | ------- | ------- | ------- | ------- | ------- | ------------ | ------------ | ------------ | ------------ | ------------ | ------------ | ------ | ------ | ------ | ------ | ------ | ------ |
| Stagione regolare | .375      | 2       | 1       | 1       | 0       | 66      | 22      | 2            | 0            | 0            | 2            | 18           | 70           | 4      | 1      | 1      | 2      | 84     | 92     |
| Playoff           | .500      | 0       | 0       | 0       | 0       | 0       | 0       | 2            | 1            | 0            | 1            | 16           | 46           | 2      | 1      | 0      | 1      | 16     | 46     |
| Totale            | .417      | 2       | 1       | 1       | 0       | 66      | 22      | 4            | 1            | 0            | 3            | 34           | 116          | 6      | 2      | 1      | 3      | 100    | 138    |